# Écion (pintor)
Écion (em grego clássico: Έχίων), também conhecido por Aetion, foi um pintor grego mencionado por Luciano de Samósata, que dá uma descrição de um de seus quadros, representando o casamento de Alexandre e Roxana. Esta pintura causou tal admiração, quando exposta nos Jogos Olímpicos, que Proxenidas, um dos juízes, deu ao artista uma de suas filhas em casamento. Écion parece ter-se destacado sobretudo na arte da mistura e aplicação das cores. Supõem-se que viveu na época de Alexandre, o Grande; mas as palavras de Luciano mostram claramente, que ele deve ter vivido no tempo de Adriano e os Antoninos. Aloys Hirt supõe que o nome do pintor do casamento de Alexandre, a quem Luciano elogia tão bem, como Aetion, é uma corruptela de Écion.